# Бархатница дагестанская
Бархатница дагестанская (лат. Pseudochazara daghestana) — дневная бабочка из семейства Бархатниц. Длина переднего крыла 20 — 27 мм.

## Описание
Размах крыльев 38-48мм. Фоновый цвет крыльев самца серовато-коричневый с желтовато-зеленоватым отливом. На более светлой внешней половине передних крыльев два круглых чёрных пятна, иногда с белой точкой в центре. Внешний край заднего крыла зубчатый; прикраевая перевязь и граница прикорневой половины крыла волнистые. Самка крупнее самца и перевязь и пятна у неё чётче.

## Этимология названия
Daghestana (топонимическое) — дагестанская.

## Замечания по систематике
Видовая самостоятельность таксона окончательно не подтверждена ввиду наличия переходных форм к распространенному в Закавказье и Турции Pseudochazara geyeri (Herrich-Schaffer, 1846).

## Ареал
Восточная и центральная часть Большого Кавказа, Закавказье, Северный Иран.
Известен из ряда точек Внутреннего Дагестана (хребет Нукатль). Найден также в окрестностях Тырныауза в Приэльбрусье.

## Биология
Развивается за год в одном поколении. Время лёта в июле—августе. Населяет засушливые степные склоны со скальными обнажениями и осыпями, каменистые горные степи на высоте от 900 до 2000 метров над уровнем моря. В Приэльбрусье обитает на высоте около 1400 метров над уровнем моря, по восточному щебнистому склону с зарослями трагакантовых астрагалов.
Молодые бабочки редко питаются нектаром, тогда как «облетанные» — часто и подолгу сидят и питаются на цветках.
Самцы активно ищут самок, облетая свою территорию. При этом самки в полете преследуются сразу несколькими самцами, которые летят следом и активно сталкиваются с ней крыльями. Спаривание происходит на открытом участке почвы, при этом остальные самцы быстро теряют интерес к происходящему. Отдыхающие бабочки сидят на открытых участках почвы или камнях. Самки откладывают яйца поштучно на листья и стебли злаков. Гусеницы вылупляются примерно через десять дней. Они практически не питаются и зимуют на первом возрасте. Активно кормиться начинают ранней весной. Днем заметить гусениц сложно, поскольку они сидят на основании травинок головой вниз. В своём развитии проходят четыре возраста. Окукливаются в почве или в подстилке.
Кормовые растения гусениц: мятлик (Poa sp.), мятлик однолетний.